# Campodorus semipunctus
Campodorus semipunctus är en stekelart som först beskrevs av Teunissen 1945.  Campodorus semipunctus ingår i släktet Campodorus och familjen brokparasitsteklar. Inga underarter finns listade.